# 叶梓萱
叶梓萱（英文：Yoyiki.Una，1989年11月14日—），上海人，中国大陆女演员，模特。因ChinaJoy“强吻门”事件走红，因其身材火辣，被网友冠以“宅男女神”的称号。

## 相关事件

### 强吻门
2010年，在ChinaJoy三国杀展台，叶梓萱在接受玩家合影时突然被一男子强吻，之后该男子迅速从后台溜走。此事引发网友热议，叶梓萱也因此走红。

### 日本宣传照
2011年，叶梓萱应邀为日本某单机游戏厂商拍摄宣传照，期间日方执意要求叶梓萱半裸拍摄，遭到叶拒绝后双方产生争执，最终合作被取消。

## 演员作品

### 电视剧
| 年份 | 剧名           | 角色   |
| ---- | -------------- | ------ |
| 2012 | 奇异家庭       | 窦莎莎 |
| 2012 | 最爱女人帮     | 安然   |
| 2014 | 宫锁连城       | 小翠   |
| 2015 | 锦绣缘华丽冒险 | 小兰   |
| 待播 | 幸福饭店       |        |

### 电影
| 年份 | 剧名             | 角色   |
| ---- | ---------------- | ------ |
| 2011 | 无极限之危情速递 | 快递员 |
| 2012 | 苟不理与戴安娜   | 冉欣   |
| 2015 | 人贱人爱         | 小甜甜 |

## 模特代言
- 2010年 女神联盟-发布会、玄武-血滴子
- 2011年 征途2-发布会、新剑侠世界
- 2012年 楚汉传奇、星辰变-发布会、大话西游3、武魂
- 2013年 画皮2、QQ会员、QQ西游-网络短剧、英雄联盟联赛、全国电子竞技大赛
- 2014年 射雕Zero、37大天使之剑

## 获奖记录
- 2011年 中国游戏风云榜最受欢迎美眉微博奖（获奖）